# 英國鐵路74型電力柴油雙模式機車
英國鐵路74型電力柴油雙模式機車是一種鐵路機車，可以由第三軌集電靴取得電力，或是由車上的柴油引擎發電運轉。本型車運用於英國鐵路的南部區域，是在1960年代末期由多餘的71型機車改造而來。所有的機車已於1976年6月到1977年12月之間退役，在1977年至1981年之間拆解。 

## 歷史
英國鐵路於1958年建造了24部英國鐵路71型機車 ，到了1964年認為多餘了10部，因而退役封存。但南部區域對於小型的73型電力柴油雙模式機車印象深刻，熱切希望能有出力更大但一樣方便的機車。 1965年於是與73型機車的製造商英國電氣公司討論，希望能有一種出力更大的電力柴油機車。雖然最初提出的是類似通用電器為賓州鐵路設計的GG1型機車，後來南部區域決定利用封存的71型機車改裝成74型機車，最終在1967年11月10日改裝車首度行駛。
本型機車主要用在往南安普敦和韋茅斯的渡輪列車，因為兩條路線都有部分的非電化區間甚至街道電車軌道。使用本型機車即可不必更換牽引機車，從而大大減少列車運轉時間與複雜度。
本型車的Paxman發動機雖然比73型機車的引擎強大一點，但可靠性較差，而且噪音也更大，有時還不易發動。由於可靠性不佳，運轉時常常意外地需要將電力改為柴油動力；經常搭乘的乘客對此習以為常。
相較之下，73型機車對電力與柴油動力的控制系統比較簡單：駕駛台上有兩套獨立的控制器，分別控制柴油與電力系統。 74型機車的複雜控制系統以一套控制器操控兩種動力，問題不少。結果由於可靠性不佳、引擎啟動困難、過大噪音，使得74型機車不受歡迎。
狀況良好時，本型車可在第三軌供電下輸出2,552 hp（1,903 kW），有不少例子曾運行超過每小時100英里（160公里）－－雖然宣稱的最高時速僅為90英里（140公里）。因為使用電力傳動，本型車在使用柴油引擎與電力時，加速性能都相當不錯。不過使用柴油引擎時，大概只能行駛到每小時60到70英里（97至110公里）的速率。

## 結束
到了1976年，隨著電子技術的進步，電子控制問題已經解決了，但英國鐵路決定重新設計其他更加可靠的機車，本型車設計的目的已經消失。渡輪列車、貨車、行李車都減少了。本型車於是逐步退出現役並拆解。